# Albert Byrd
Albert Byrd (* 18. November 1915 in Chicago; † 26. Juni 1990 in Tampa) war ein US-amerikanischer Radrennfahrer.

## Sportliche Laufbahn
Byrd war im Straßenradsport und im Bahnradsport aktiv. Er war Teilnehmer der Olympischen Sommerspiele 1936 in Berlin. Das olympische Straßenrennen beendete er nicht. Die Mannschaft der USA kam mit Albert Byrd, Charles Morton, John Sinibaldi und Paul Nixon nicht in die Mannschaftswertung, da kein Fahrer der Mannschaft das Ziel erreichte. In der Mannschaftsverfolgung wurde das Team der USA mit Albert Byrd auf dem 11. Rang klassiert. Er startete für den Verein „Southtown Sportsmen Club“.
Byrd war beruflich als Bauingenieur tätig.